# Liste der Monuments historiques in Laneuveville-aux-Bois
Die Liste der Monuments historiques in Laneuveville-aux-Bois führt die Monuments historiques in der französischen Gemeinde Laneuveville-aux-Bois auf.

## Liste der Objekte
| Bezeichnung | Beschreibung                                             | Standort                        | Kennzeichnung | Schutzstatus | Datum | Bild |
| ----------- | -------------------------------------------------------- | ------------------------------- | ------------- | ------------ | ----- | ---- |
| Hauptaltar  | Altartisch und Retabel; Holz, vergoldet, 18. Jahrhundert | in der Kirche St-Nicolas (Lage) | PM54000322    | Classé       | 1923  |      |
| Pietà       | Holz, farbig gefasst, Ende des 15. Jahrhunderts          | in der Kirche St-Nicolas (Lage) | PM54000323    | Classé       | 1960  |      |